# Cassin Young (Schiff)
Die Cassin Young (DD-793) ist ein Zerstörer der Fletcher-Klasse der United States Navy, benannt nach Capt. Cassin Young. Sie wurde 1943 in Dienst gestellt und nahm aktiv an einer Vielzahl von Einsätzen im Zweiten Weltkrieg teil. Im Jahre 1960 wurde sie in die Reserveflotte eingegliedert und 1974 endgültig aus dem aktiven Dienst gestrichen. Seit 1981 ist sie als Museumsschiff im Boston National Historical Park, wo sie schräg gegenüber der Constitution liegt, für die Öffentlichkeit zugänglich.

## Geschichte

### 1944
Nach ihrer Indienststellung am 31. Dezember 1943 erreichte die Cassin Young am 19. März 1944 Pearl Harbor, um Trainingsmanöver durchzuführen. Von dort wurde sie zur Insel Manus entsandt, um sich der Fast Carrier Task Force TF-58 anzuschließen. Am 28. April führte die Streitmacht Luftangriffe auf die japanischen Festungen auf den Inseln Chuuk, Woleai, Satawan und Pohnpei durch, wobei die Cassin Young zur Erweiterung der Radarabdeckung und damit zur Sicherung der Flotte eingesetzt wurde. Nach einem Zwischenstopp auf dem Majuro-Atoll und in Pearl Harbor zu Trainingszwecken erreichte sie am 11. Juni Eniwetok, um gemeinsam mit Geleitflugzeugträgern als Begleitschutz für einen vier Tage später geplanten Angriff, der später als Schlacht um Saipan bekannt wurde, eingesetzt zu werden. Dabei griff die Cassin Young auch Ziele im Inland an und unterstützte bei Angriffen auf Flugplätze auf Tinian, Rota und Guam. Bei den nachfolgenden Angriffen auf Tinian und Guam unterstützte sie ebenfalls und kehrte am 13. August nach Eniwetok zurück, um ihre Vorräte aufzufüllen.
Vom 29. August bis zum 2. Oktober 1944 sicherte die Cassin Young die Flugzeugträger der Task Group 38.3, die in dieser Zeit Angriffe gegen Palau, Mindanao und Luzon flogen. Vier Tage nach dem Ende der Mission startete sie vom Ulithi-Atoll aus, um an der Rückeroberung der Philippinen teilzunehmen. Das Schiff war dabei vom 10. bis 13. Oktober an der Luftschlacht um Formosa beteiligt. Am 14. Oktober wurde die Reno von einem japanischen Kamikaze-Flugzeug getroffen, das zuvor fünf Seeleute der Cassin Young mit Maschinengewehrfeuer verwundet hatte.
Am 18. Oktober befand sich die Task Force 38 östlich von Luzon und begann mit Angriffen auf feindliche Flugplätze, um einen Großangriff auf Leyte zwei Tage später vorzubereiten. Die Cassin Young drang gemeinsam mit anderen Schiffen am 24. Oktober in die San-Bernardino-Straße vor, um feindliche Truppen anzugreifen. Um 9:38 Uhr wurde jedoch die Princeton von einer Fliegerbombe getroffen, sodass die Cassin Young zur Hauptstreitmacht zurückbeordert wurde, um an der später als See- und Luftschlacht im Golf von Leyte bekanntgewordenen Operation teilzunehmen.

### 1945
Die Cassin Young nahm auch weiterhin an den Operationen der US Navy im Pazifik teil und war unter anderem an weiteren Angriffen auf Okinawa, Formosa und Luzon beteiligt. Mit ihrer Basis auf dem Ulithi-Atoll sicherte sie bis Januar 1945 im Wesentlichen Flugzeugträger, deren Flugzeuge Angriffe auf Formosa, Luzon, Cam Ranh Bay, Hongkong, Guangzhou und die Ryūkyū-Inseln flogen. Nach einer kurzen Reparatur auf Ulithi nahm sie an der Schlacht um Iwojima teil, indem sie die unterstützenden Luftangriffe auf Honshū und Okinawa sowie die Bombardierung von Parece Vela absicherte. Sie war auch unmittelbar am Angriff auf Iwojima am 19. Februar 1945 beteiligt.
Am 22. März brach die Cassin Young von Ulithi aus auf, um an der Schlacht um Okinawa teilzunehmen. Nachdem sie Schlachtschiffe bei der invasionsvorbereitenden Bombardierung abgesichert hatte, wurde sie in unmittelbarer Küstennähe zur Unterstützung von Tauchern eingesetzt, die die Strände vorbereiteten. Am 1. April 1945, dem Tag der Invasion, unterstützte sie mit ihren Geschützen die Landungsboote und nahm anschließend wieder die Radaraufklärung auf. Am 6. April überstand das Schiff eine Reihe von Kamikaze-Angriffen, mit denen die Japaner den Verlauf der Schlacht zu ihren Gunsten ändern wollten. Sie rettete dabei Überlebende zweier Zerstörer, die in ihrer Nähe durch diese Angriffe versenkt wurden. Am 12. April konnte sie fünf von sechs angreifenden Kamikaze-Flugzeugen abschießen, während der verbliebene Jäger den Vormast der Cassin Young traf und rund 15 m vom Schiff entfernt explodierte. Wie durch ein Wunder kam bei diesem Angriff nur ein Besatzungsmitglied ums Leben, ein weiteres wurde verwundet. Der Zerstörer konnte aus eigener Kraft die Kerama-Inseln erreichen und kehrte nach durchgeführten Reparaturen am 31. Mai nach Okinawa zurück.
Die Cassin Young blieb bis auf zwei Eskorteinsätze zu den Marianen mit ihrer Gruppe ein Hauptziel für Kamikaze-Angriffe der Japaner, die am 28. Juli zur Versenkung eines Zerstörers und zur schweren Beschädigung eines weiteren führten. Die Cassin Young unterstützte die Luftverteidigung und nahm Überlebende des gesunkenen Schiffs auf. Einen Tag später wurde sie selbst von einem japanischen Flugzeug an der Steuerbordseite getroffen, was zu einer Explosion mittschiffs führte. Die Besatzung schaffte es jedoch innerhalb von nur 20 Minuten, das Feuer zu löschen und die Funktionsfähigkeit eines Antriebsstrangs wiederherzustellen, um die sicheren Kerama-Inseln anzulaufen. Bei diesem Angriff verloren 22 Seeleute ihr Leben und 45 wurden verwundet. Für ihre erfolgreichen Einsätze, insbesondere bei der Schlacht um Okinawa, erhielt die Cassin Young die Navy Unit Commendation mit vier Service Stars.

### 1946
Am 8. August 1945 verließ die Cassin Young Okinawa und kehrte für Reparaturen nach San Pedro zurück, wo sie am 28. Mai 1946 aus dem aktiven Dienst entfernt und der Reserve zugeteilt wurde.

### 1951 bis 1960

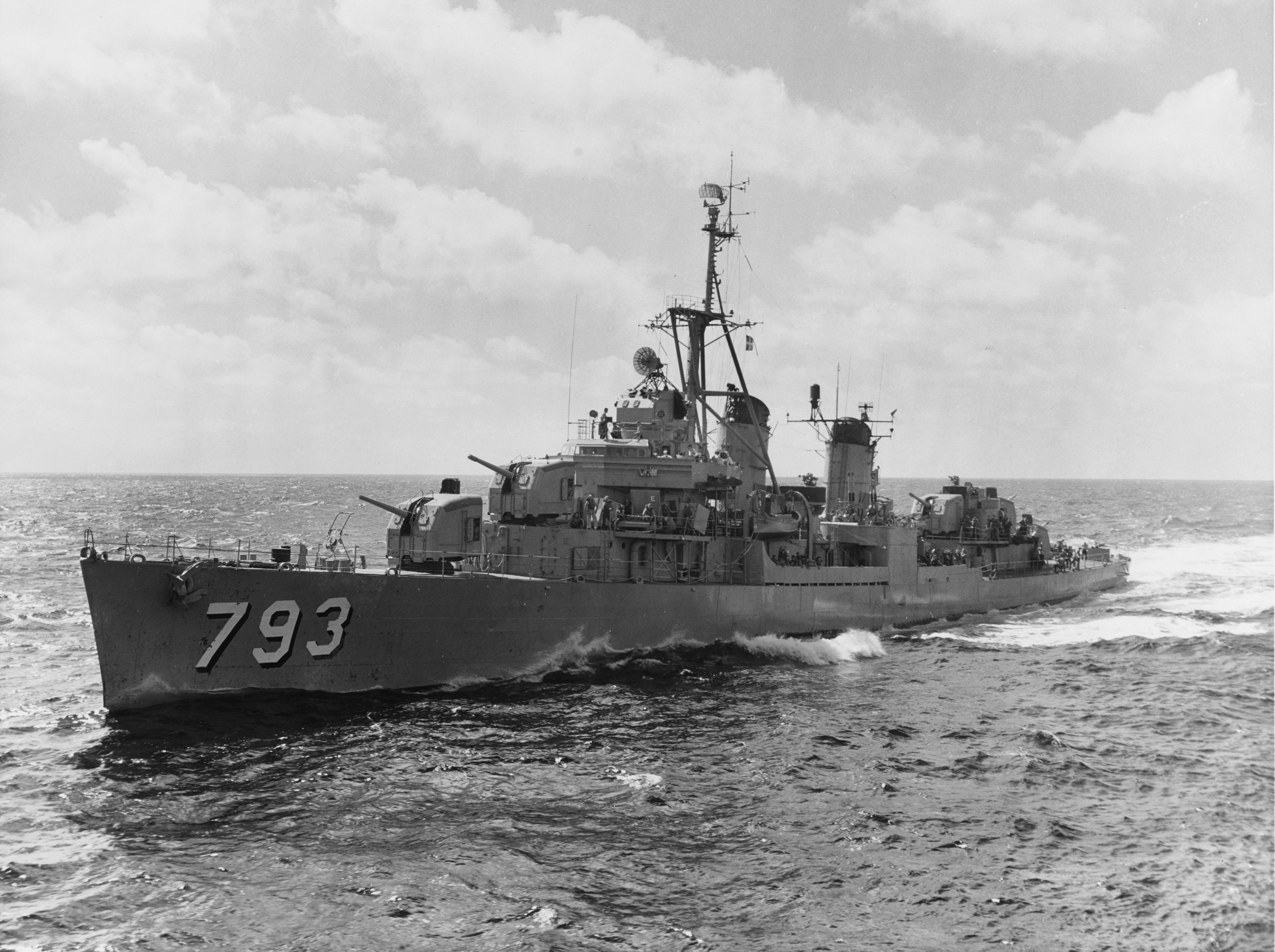
Die Cassin Young 1958

Am 8. September 1951 wurde das Schiff reaktiviert und verließ San Diego am 4. Januar 1952 in Richtung ihres neuen Heimathafens Newport (Rhode Island). Nach einer Überholung, bei der unter anderem neue Waffensysteme installiert wurden, und Trainingsfahrten in der Karibik nahm sie vom 7. Mai bis zum 12. Juni 1953 vor Florida an Übungen zur Bekämpfung von U-Booten teil. Vom 16. September bis zum 30. November 1953 war sie Teil der 6. Flotte im Mittelmeer. Am 3. Mai 1954 verließ sie Newport zu einer Weltreise, während der sie Manöver mit der 7. Flotte im Westpazifik durchführte, vor Korea patrouillierte und Höflichkeitsbesuche in Häfen im Fernen Osten sowie im Mittelmeer absolvierte. Am 28. November 1954 kehrte die Cassin Young nach Newport zurück und führte bis 1960 Trainingseinsätze in der Karibik sowie vor der Ostküste der Vereinigten Staaten durch, wurde aber auch von 1956 bis 1959 mehrmals im Mittelmeer eingesetzt. 1958 führte sie eine Rundreise durch mehrere Häfen in Nordeuropa. Am 6. Februar 1960 erreichte die Cassin Young die Norfolk Naval Shipyard zur Ausmusterung, wo sie am 29. April 1960 in die Reserveflotte überführt wurde.

### 1974 bis heute
Am 1. Dezember 1974 wurde die Cassin Young aus dem Schiffsregister der United States Navy gestrichen und als Dauerleihgabe dem National Park Service überstellt, der sie in den Boston Navy Yard verlegte, nach ihrer Ankunft am 15. Juni 1978 vorbereitete und 1981 der Öffentlichkeit als Museumsschiff zugänglich machte. Heute wird das Schiff von Mitarbeitern des National Park Service sowie von Freiwilligen instand gehalten. 1986 wurde die USS Cassin Young als National Historic Landmark in das National Register of Historic Places eingetragen. Aufgrund von erforderlichen Arbeiten an der Außenhülle im Trockendock war sie von Ende 2010 bis Mitte 2013 nicht im Museum ausgestellt.

## Auszeichnungen
Die Cassin Young erhielt eine Reihe von Auszeichnungen:
- Navy Unit Commendation
- Asiatic-Pacific Campaign Medal mit vier Service Stars
- World War II Victory Medal
- National Defense Service Medal
- Korean Service Medal
- Philippine Republic Presidential Unit Citation
- Republic of Korea Presidential Unit Citation
- Philippine Liberation Medal
- United Nations Korea Medal

## Weitere Museumsschiffe der Fletcher-Klasse
Neben der Cassin Young können noch drei weitere Schiffe der Fletcher-Klasse als Museumsschiff besichtigt werden:
- The Sullivans in Buffalo (New York)
- Kidd in Baton Rouge
- Velos, ehem. Charrette, in Athen